# Licques
Licques (Nederlands: Liske) is een gemeente in het Franse departement Pas-de-Calais (regio Hauts-de-France). De gemeente maakt deel uit van het arrondissement Calais. Licques telde op 1 januari 2022 1.657 inwoners.

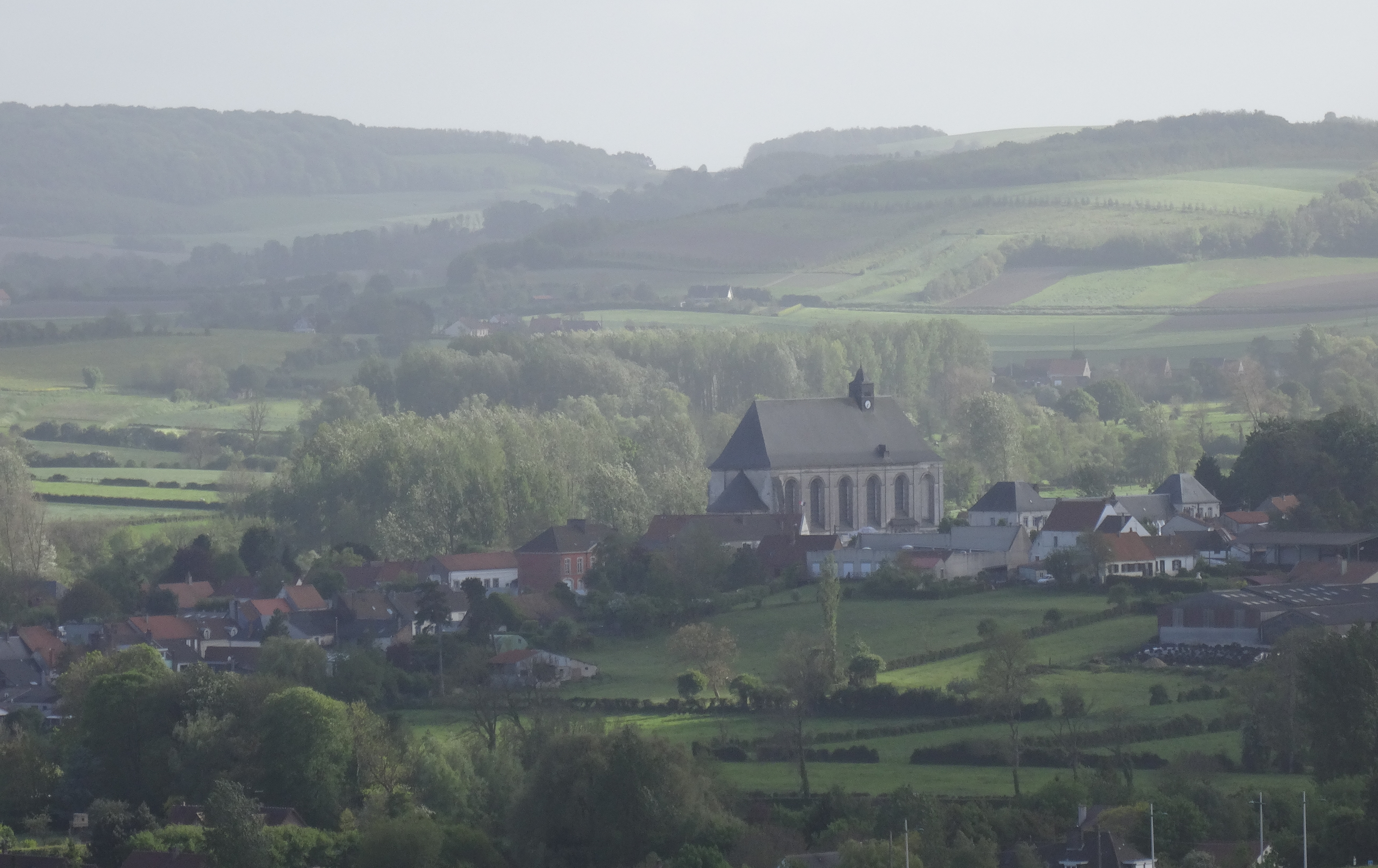
Zicht op Licques

## Geschiedenis
In de 11de eeuw werd de plaats onder meer vermeld als Liska, Liscae en Lisces. In 1132 werd hier een premonstratenzerabdij opgericht, gewijd aan Onze-Lieve-Vrouw. De abdij van Licques werd in de geschiedenis meermaals verwoest en hersteld; een laatste herstelling dateerde uit het begin van de 18de eeuw. De klokkentoren werd in 1795 door een bliksem geraakt en stortte in 1805 met een deel van het transept in. De rest van de abdijgebouwen werd in de revolutionaire periode als nationaal goed verkocht. De oude abdijkerk deed voortaan dienst als parochiekerk, ter vervanging van de oude parochiekerk die zich op het kerkhof bevond.

## Geografie
De oppervlakte van Licques bedroeg op 1 januari 2022 18,36 vierkante kilometer; de bevolkingsdichtheid was toen 90,3 inwoners per km². Het dorp ligt in de vallei van het riviertje de Hem. In het noorden van de gemeente ligt het gehucht Écottes, dat zijn eigen kerk heeft.

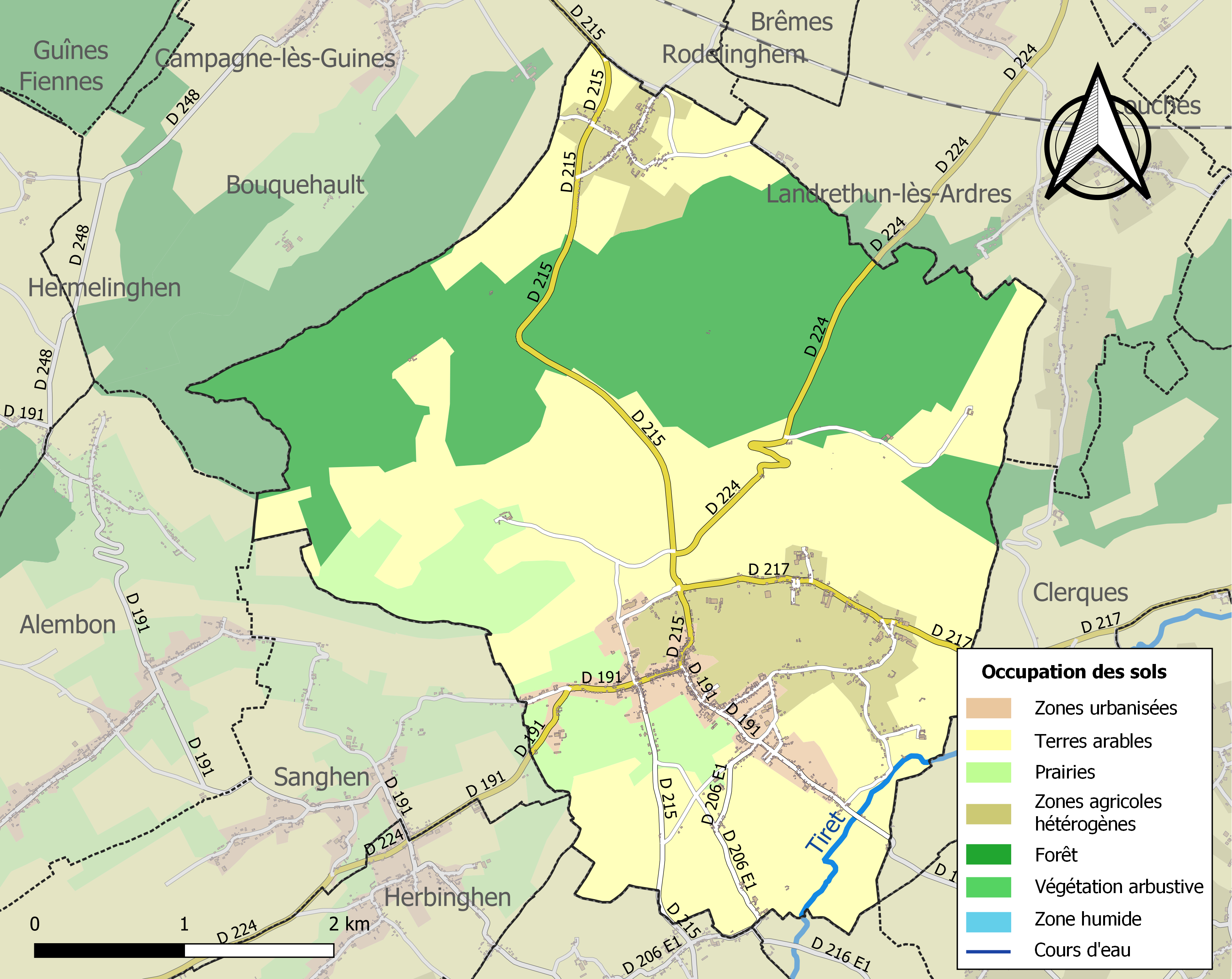
Kaart van de gemeente met belangrijkste infrastructuur, bodemgebruik en omliggende gemeenten

## Bezienswaardigheden

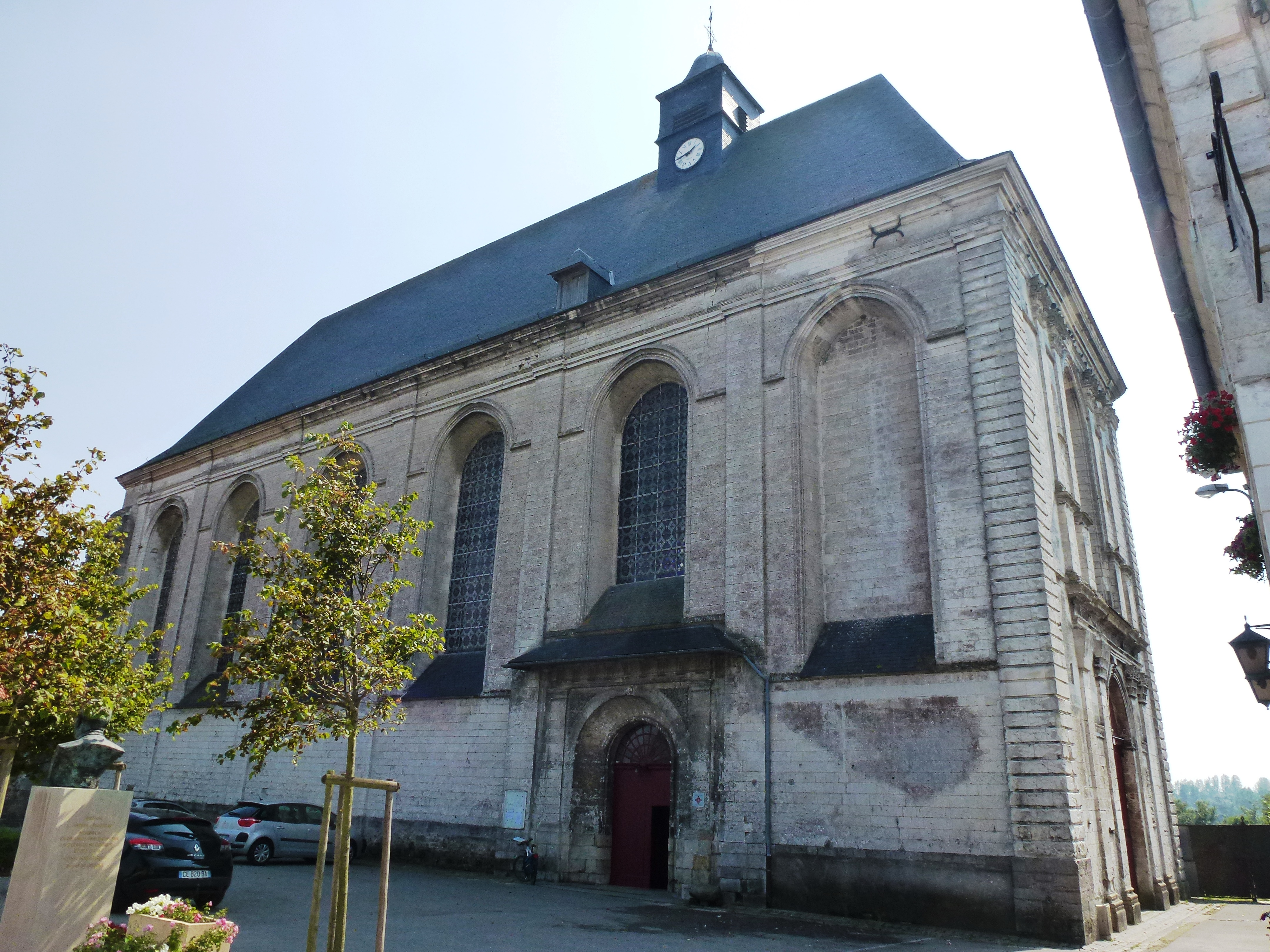
Voormalige abdijkerk

- De Église de la Nativité-de-Notre-Dame is de oude abdijkerk. Delen van het gebouw en bijgebouwen werden in 1983 ingeschreven en geklasseerd als monument historique.
- Op de gemeentelijke begraafplaats van Licques bevinden zich twee Britse oorlogsgraven uit de Tweede Wereldoorlog.

## Demografie
Onderstaande figuur toont het verloop van het inwonertal (bron: INSEE-tellingen).